# 1996年のイギリス・フォーミュラ3選手権
1996年のイギリス・フォーミュラ3選手権は、同選手権における通算46年目となるシーズン。3月31日にシルバーストーンで開幕してイギリス国内の各サーキットを転戦した後、10月13日にシルバーストーンで最終戦を迎えた。
チャンピオンを獲得したのはラルフ・ファーマン。ファーマンは前年度オリバー・ギャビンに敗れてシリーズ2位となっており、参戦2年目となるこの年に栄冠を勝ち取った。シリーズ2位はカート・モレケンス、シリーズ3位はファーマンのチームメイトであるジョニー・ケイン。クラスBのタイトルはニュージーランドのサイモン・ウィルスが獲得した。

## エントリーリスト
| チーム                           | No       | ドライバー                 | シャーシ        | エンジン     | 大会                |
| クラス A                         | クラス A | クラス A                   | クラス A        | クラス A     | クラス A            |
| -------------------------------- | -------- | -------------------------- | --------------- | ------------ | ------------------- |
| ポール・スチュワート・レーシング | 1        | ラルフ・ファーマン         | ダラーラ・ F396 | 無限-ホンダ  | 全戦                |
| ポール・スチュワート・レーシング | 2        | ジョニー・ケイン           | ダラーラ・ F396 | 無限-ホンダ  | 全戦                |
| フォーテック・モータースポーツ   | 3        | ガイ・スミス               | ダラーラ・ F396 | HKS-三菱     | 全戦                |
| フォーテック・モータースポーツ   | 4        | ファン・パブロ・モントーヤ | ダラーラ・ F396 | HKS-三菱     | 全戦                |
| プロマテクメ                     | 5        | ジェームス・マシューズ     | ダラーラ・ F396 | ルノー       | 全戦                |
| プロマテクメ                     | 6        | ニコラ・ミナシアン         | ダラーラ・ F396 | ルノー       | 全戦                |
| アラン・ドッキング・レーシング   | 7        | ブライアン・カニンガム     | ダラーラ・ F396 | 無限-ホンダ  | 全戦                |
| アラン・ドッキング・レーシング   | 8        | ゴンサロ・ロドリゲス       | ダラーラ・ F396 | 無限-ホンダ  | 1-4                 |
| アラン・ドッキング・レーシング   | 8        | アクバー・エブラヒム       | ダラーラ・ F396 | 無限-ホンダ  | 8                   |
| アラン・ドッキング・レーシング   | 8        | スティーブン・アーノルド   | ダラーラ・ F396 | 無限-ホンダ  | 9                   |
| アラン・ドッキング・レーシング   | 11       | カート・モレケンス         | ダラーラ・ F396 | 無限-ホンダ  | 全戦                |
| アラン・ドッキング・レーシング   | 12       | リスト・ヴィルタネン       | ダラーラ・ F396 | 無限-ホンダ  | 1-4                 |
| TWR Junior Team                  | 9        | ジェイミー・デーヴィス     | ダラーラ・ F396 | TWR GM       | 全戦                |
| TWR Junior Team                  | 10       | マーク・ショウ             | ダラーラ・ F396 | TWR GM       | 全戦                |
| インタースポーツ                 | 14       | アンゲル・ブルゲーニョ     | ダラーラ・ F396 | オペル       | 全戦                |
| スピードスポーツ F3              | 15       | ダレン・マニング           | ダラーラ・ F396 | 無限-ホンダ  | 全戦                |
| TOM'S GB                         | 16       | クリスチャン・ホーナー     | TOM'S・036      | TOM'S-トヨタ | 1-6                 |
| TOM'S GB                         | 16       | 黒瀬直樹                   | ダラーラ・ F396 | TOM'S-トヨタ | 16                  |
| TOM'S GB                         | 17       | ブライアン・スミス         | TOM'S・036      | TOM'S-トヨタ | 全戦                |
| TOM'S GB                         | 18       | 横山崇                     | ダラーラ・ F396 | TOM'S-トヨタ | 1-3                 |
| TOM'S GB                         | 18       | 横山崇                     | TOM'S・036      | TOM'S-トヨタ | 4-16                |
| TOM'S GB                         | 19       | 梁川 和人                  | ダラーラ・ F396 | TOM'S-トヨタ | 全戦                |
| DC クック・モータースポーツ      | 20       | ポーラ・クック             | ダラーラ・ F396 | 無限-ホンダ  | 1-11                |
| グラフ・レーシング               | 23       | ボリス・デリチェブール     | ダラーラ・ F396 | オペル       | 11                  |
| グラフ・レーシング               | 23       | パトリス・ガイ             | ダラーラ・ F396 | オペル       | 14-15               |
| Z-Speed                          | 27       | マーティン・バイフォード   | ダラーラ・ F396 | オペル       | 1–9, 11-15          |
| クラス B                         |          |                            |                 |              |                     |
| Z-Speed                          | 31       | シモン・ウィルス           | ダラーラ・ F394 | ボクスホール | 全戦                |
| ホップキンス・モータースポーツ   | 33       | フィリップ・ホップキンス   | ダラーラ・ F393 | フィアット   | 1–6, 8–9, 11–13, 16 |
| ホップキンス・モータースポーツ   | 33       | ジェームズ・カルネイ       | ダラーラ・ F393 | フィアット   | 14-15               |
| Render Racing                    | 34       | マーティン・オーコネル     | ダラーラ・ F394 | ボクスホール | 1–3, 7–9, 12-13     |
| Render Racing                    | 34       | 中村正美                   | ダラーラ・ F394 | ボクスホール | 14-16               |
| スピードスポーツ F3              | 35       | マイケル・ベントウッド     | ダラーラ・ F394 | ボクスホール | 全戦                |
| チーム・マジック・レーシング     | 36       | 舘信吾                     | ダラーラ・ F394 | TOM'S-トヨタ | 全戦                |
| チーム・マジック・レーシング     | 37       | ベン・コリンズ             | ダラーラ・ F394 | 無限-ホンダ  | 7-16                |
| マーク・ベイリー・レーシング     | 47       | タヴォ・ヘルムンド         | ダラーラ・ F394 | TOM'S-トヨタ | 1-7                 |
| マーク・ベイリー・レーシング     | 48       | クリス・クラーク           | ダラーラ・ F394 | TOM'S-トヨタ | 1-4                 |